# کنیسه یهودیان اشکنازی (باکو)
کنیسه یهودیان اشکنازی در باکو (به ترکی آذربایجانی: Aşkenazi yəhudilərinin Bakıdakı sinaqoqu) کنیسه یهودیان اشکنازی و گرجستانی است، که در خیابان «دلاره علی‌اوا»، پلاک ۱۷۱ در شهر باکو، پایتخت جمهوری آذربایجان قرار دارد.
این کنیسه بر اساس طرح «آلکساندر هاربر» طبق معماری قدس در سال‌های ۲۰۰۲–۰۳ بنا شد. این بنا اولین کنیسه‌ای محسوب می‌شود، که در ۶۰–۸۰ سال اخیر در خاورمیانه ساخته شده‌است.

## تاریخچه
این ساختمان مذهبی که یکی از بزرگترین کنیسه‌ها در اروپا تلقی می‌گردد، در جای بنای کنیسه قدیمی ساخته شده‌است. کنیسه قبلی بین سال‌های ۱۹۴۵ الی ۲۰۰۲ فعالیت می‌کرد.
پس از پایان جنگ جهانی دوم، رهبران وقت شوروی اسبق برای انجام واجبات دینی یهودیان اشکنازی و اهل گرجستان بنایی در اختیار آنها گذاشت که، قبلاً به‌عنوان انبار سرو می‌کرد. این ساختمان از شرایط مساعدی برای انجام وظایف دینی برخوردار نبود، چرا که تالار عبادت مردان در زیرزمین سرد و نم واقع بود، در حالی که زنان در اتاقهای طبقه بالا عبادت می‌کردند. ایوان نیز در اختیار زنان قرار داشت.
در سال ۲۰۰۲، تصمیم بر آن شد، که بنای جدیدی برای کنیسه ساخته شود. در تأمین منابع مالی ساخت این کنیسه نه‌تنها سازمانهای یهودیان مقیم کشورهای خارجی، بلکه اداره مسلمانان قفقاز و اسقف اعظم کلیسای ارتدکس روسی در امور قفقاز و کشورهای حوزه خزر نیز مشارکت نموده‌اند. در ۹ مارس سال ۲۰۰۳، بنای جدیدی کنیسه افتتاح گردید.
این بنای سه‌طبقه با استفاده از سنگ سفید ساخته شده و واجد شرایط خوبی برای اجرای وظایف دینی دینداران می‌باشد. نام تمام افرادی که، برای تحقق ساخت این کنیسه از هیچ کوششی فروگذار نکرده‌اند، روی لوحهٔ نصب شده دم در ورودی حکاکی گردیده‌است.